# 冯帆
冯帆（1971年7月—），江西南昌人，汉族，中国农工民主党党员。中华人民共和国政治人物、第十三届全国人民代表大会江西省代表。

## 生平
2018年，冯帆被选为江西省出席第十三届全国人民代表大会代表。